# کارولینا پارا
کارولینا پارا (انگلیسی: Carolina Parra؛ زادهٔ ۱۶ نوامبر ۱۹۷۸) گیتارنواز اهل برزیل است.